# Robert Baldock
Robert Baldock († 28. Mai 1327 in London) war ein englischer Geistlicher. Von 1320 bis 1323 war er Lordsiegelbewahrer, danach diente er als königlicher Kanzler, bis er nach dem Sturz von König Eduard II. abgesetzt wurde.

## Herkunft und Ausbildung
Die genaue Herkunft von Robert Baldock ist unbekannt, doch vermutlich wurde er in Baldock in Hertfordshire geboren. Wahrscheinlich war er ein Verwandter, vermutlich ein Neffe von Ralph Baldock, des 1313 gestorbenen Bischofs von London, zu dessen Testamentsvollstreckern er gehörte. Baldocks Bruder Richard diente ebenfalls als königlicher Beamter. Robert Baldock studierte in Oxford, wo er 1294 einen Abschluss als Bachelor im kanonischen Recht machte. Anschließend trat er in den Dienst des Königs.

## Aufstieg zum Lordsiegelbewahrer
Für König Eduard II. diente Baldock mehrfach als Gesandter in Frankreich und in Schottland, ehe der König ihn im Januar 1320 zum Lordsiegelbewahrer ernannte. Als Vertrauter des Königs, der ihn gelegentlich als seinen Sekretär bezeichnete, war Baldock der erste Amtsinhaber, der größere politische Bedeutung erlangte. Anscheinend wurde Baldock dabei vom jüngeren Hugh le Despenser, dem führenden königlichen Günstling gefördert. Baldock wurde unter Missachtung einer Vorschrift der Ordinances von 1311 auch Controller of the Wardrobe, womit er eine führende Rolle am Königshof bekam. Im Frühjahr 1320 erhielt er die Aufforderung, den König bei seinem Frankreichbesuch zu begleiten, weshalb er seinen Haushalt ins französische Wissant verlegen ließ. Er selbst reiste im Juni mit dem König nach Frankreich. Im September 1320 war er wieder in England. Eduard II. beauftragte ihn, Verhandlungen mit dem schottischen König Robert I. zu führen. Als sich nach dem für sie erfolgreichen Despenser War in Wales die rebellischen Barone am 28. Juni 1321 in Sherburn in Elmet trafen, beschwerten sie sich auch darüber, dass der Lordsiegelbewahrer und andere Amtsträger entgegen den Bestimmungen der Ordinances ernannt worden waren. Im Juli wurde Baldock als erster Name auf einer Liste genannt, die die Rebellen von den schlechten und falschen Ratgebern des Königs erstellt hatten. Bis Frühjahr 1322 konnte der König jedoch die Rebellion militärisch niederschlagen.

## Königlicher Kanzler
Nach dem Ausschalten der Adelsopposition gab es gegen den König keine offene Opposition in England mehr. Am 7. Juli 1323 wurde Baldock als Lordsiegelbewahrer abgelöst, weil er am 20. August zum neuen königlichen Kanzler ernannt wurde. Im November 1324 beauftragte ihn der König, wieder Friedensverhandlungen mit Schottland zu führen. Als enger Vertrauter des Königs und der Despensers war Baldock beim Adel und in der Bevölkerung unbeliebt. Er wurde mitverantwortlich für das Vorgehen des Königs gegen die Bischöfe Stratford, Orleton, Burghersh, Hotham und Droxford gemacht. Der König belohnte Baldocks Dienste, indem er ihm eine Reihe von geistlichen Pfründen und schließlich das Amt des Archidiakons von Middlesex verschaffte. Dies führte aber zu zahlreichen Rechtsstreitigkeiten. Der Versuch des Königs, Baldock 1322 zum Kanoniker an der Kathedrale von Lincoln zu ernennen, führte zu einem erbitterten Streit mit der Kurie in Avignon. Trotz der Bemühungen des Königs wurde Baldock deshalb nicht zum Bischof erhoben. Angesichts der Unbeliebtheit Baldocks bei der Kurie und der vorsichtigen Politik von Papst Johannes XXII. scheiterten die Versuche, Baldock 1321 zum Bischof von Coventry und Lichfield, 1323 zum Bischof von Winchester und 1325 zum Bischof von Norwich wählen zu lassen. Stattdessen wurde Baldock zur Kurie nach Avignon bestellt und schließlich 1324 exkommuniziert.

## Sturz und Tod
Als im September 1326 die ins Exil geflüchtete Königin Isabelle zusammen mit Roger Mortimer und einem Heer in England landete, um Eduard II. zu stürzen, begleitete Baldock den König und Despenser auf ihrer Flucht nach Westengland und weiter nach Wales. Am 26. Oktober 1326 wurde Baldock als Kanzler für abgesetzt erklärt, und am 16. November 1326 wurden der König und Despenser mit den wenigen ihnen verbliebenen Gefolgsleuten, darunter Baldock, bei Llantrisant gefangen genommen. In Hereford beanspruchte Bischof Orleton, dass Baldock sich als Geistlicher nicht vor einem weltlichen, sondern vor einem geistlichen Gericht verantworten müsse. Orleton nahm ihn angeblich mit nach London. In Monthalt, dem Londoner Stadthaus des Bischofs, wurde Baldock jedoch von einem aufgebrachten Mob ergriffen, der sich auf die Rechte der City of London berief. Baldock wurde in das Gefängnis im Newgate gebracht, wo er einige Monate später an den Folgen seiner Verletzungen und Misshandlungen starb. Er wurde auf dem Friedhof der Kanoniker der St Paul’s Cathedral beigesetzt.